# Seznam ruských fotografek

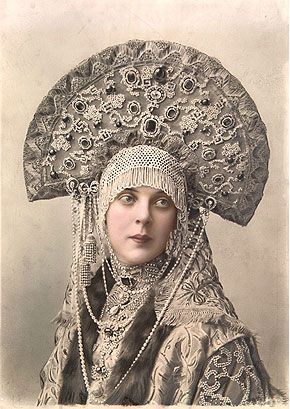
Jelena Lukinična Mrozovskaja: Princezna Olga Orlová na plese, 1903

Toto je seznam ruských fotografek, které se v Rusku narodily nebo jejichž díla jsou s touto zemí úzce spojena.

## A
- Hélène Adant (?)
- Evgenia Arbugaeva (?)
- Jelena Alexandrovna Anosova (Елена Александровна Аносова; * 1983) vítězka World Press Photo
- Anna Alexandrovna Alčuk (Анна Александровна Альчук; 1955–2008) básnířka a vizuální umělkyně
- Umida Tuchtamuradovna Achmedova (Умида Тухтамурадовна Ахмедова; * 1955)

## B

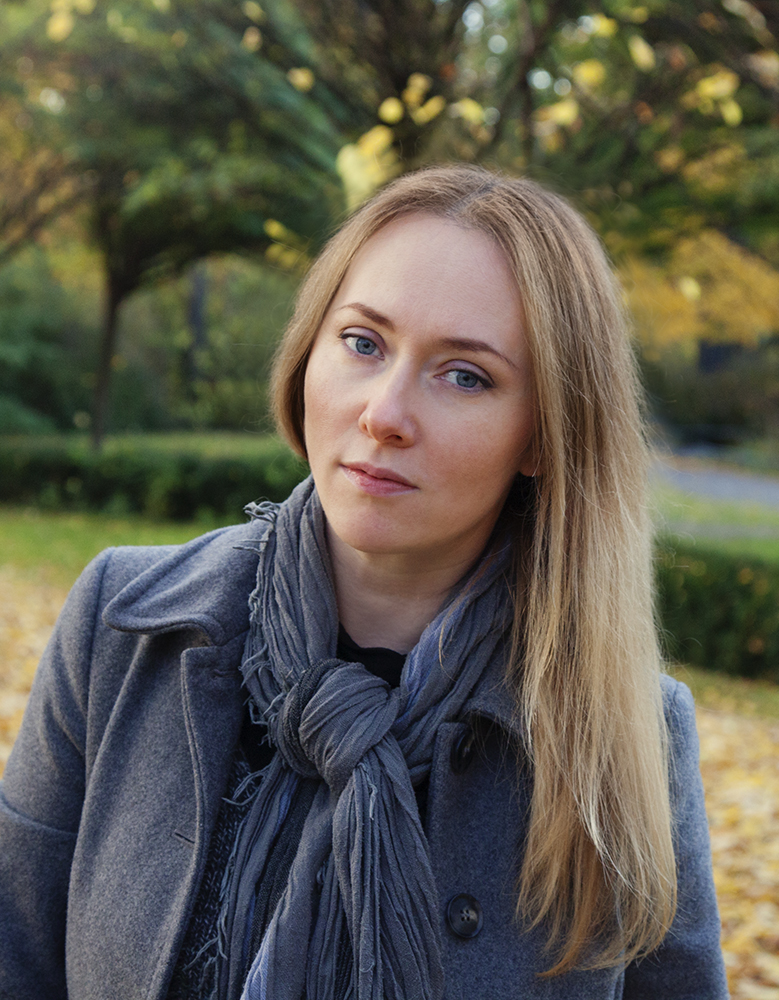
Katěrina Belkina (* 1974), fotografka a malířka

- Juldus Bachtiozina (* 1986),  umělkyně, režisérka a producentka, její hlavní umělecká média jsou analogová fotografie a video. Je členkou Královské společnosti umění v Londýně a byla nominována na cenu současného umění Laguna Prize.
- Katěrina Belkina (Катерина Белкина; * 1974), fotografka a malířka, velkoformátové portréty
- Vita Buivid (* 1962)
- Olga Butenop (aktivní od roku 2011), fotožurnalistka
- Veronika Bělocerkovskaja (Вероника Борисовна Белоцерковская; * 1970)
- Nataša Vasiljeva-Chall (Наташа Васильева-Халл; * 1954)

## Č
- Anastasia Černjavskij (?)

## D
- Tatyana Danilyants (?)
- Anna Alexandrovna Danilova (Анна Александровна Данилова) (?)
- Alexandra Děmenkova (Александра Деменкова) (?)

## F
- Jelena Filatova (* 1974) ukrajinská motocyklistka a fotografka, používá přezdívku „KiddOfSpeed“. Její fotografická esej vymyšlené sólové jízdy na motocyklu přes černobylskou uzavřenou zónu vyvolala velký zájem
- Anastasija Sergejevna Fedorenko (* 1987, Анастасия Сергеевна Федоренко)

## G
- Sofija Andrejevna Gavrilova (Софья Андреевна Гаврилова) (?)
- Nina Arčilovna Gomiašvili (Нина Арчиловна Гомиашвили) (?)
- Olga Nikolajevna Grigorjeva (Ольга Николаевна Григорьева) (?)

## H
- Nanna Heitmann (?)
- Lena Herzog (?)

## I
- Masha Ivashintsova (?)
- Olga Vsevolodovna Ignatovič (1905–1984; Игнатович, Ольга Всеволодовна)
- Jelizaveta Alexandrovna Ignatovič, (1903–1983; Елизавета Александровна Игнатович) umělecká fotografka a fotoreportérka

## J
- Oxana Jad (* 1979) specializuje se na psychologické portréty a malebné krajiny, žije a pracuje v Německu a Španělsku
- Liz Johnson Artur (* 1964) ghansko-ruská fotografka se sídlem v Londýně v Anglii, dokumentuje životy černochů z africké diaspory

## K
- Svetlana K-Lie (?)

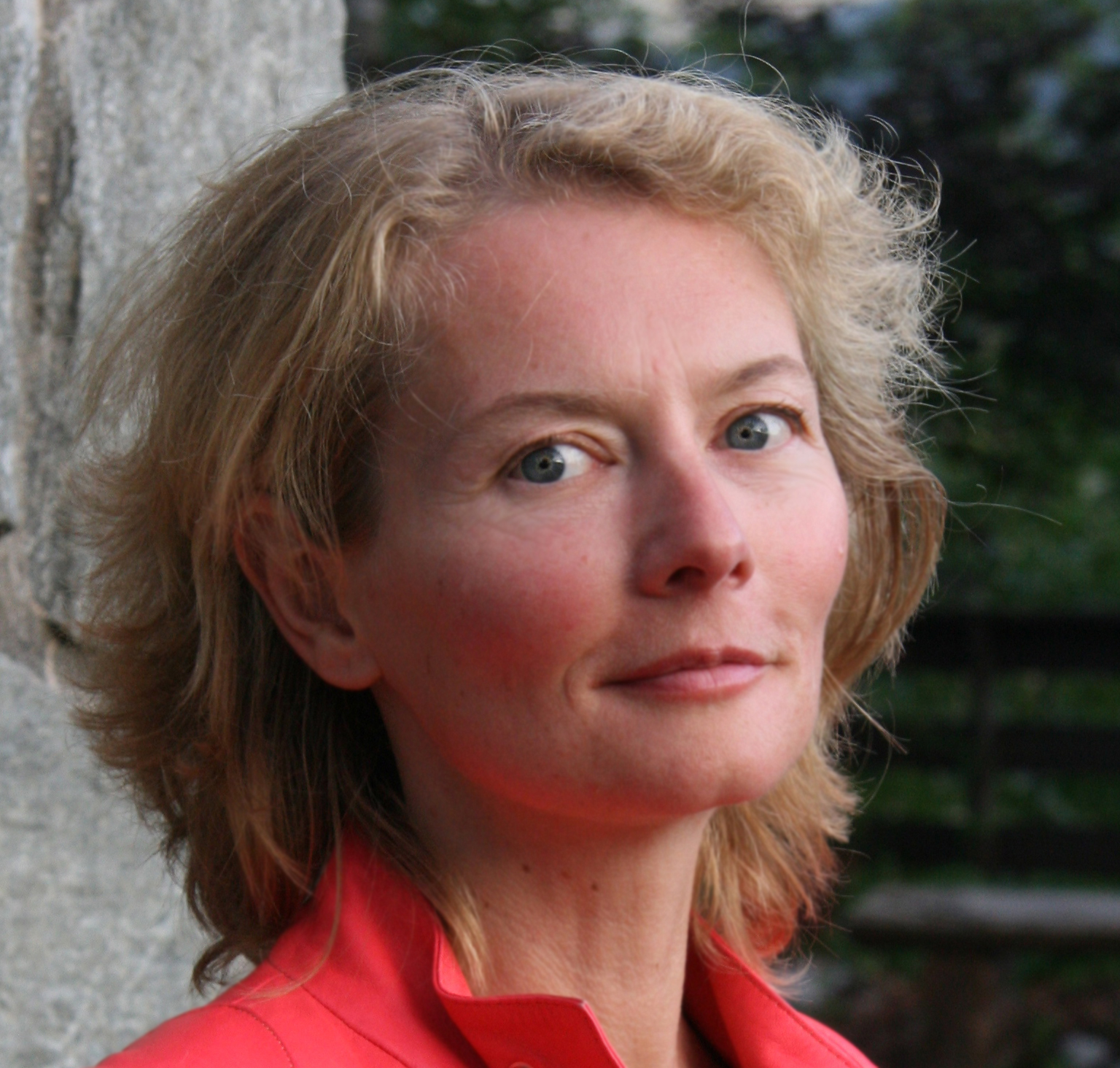
Olga Igorevna Kiseljova (Ольга Игоревна Киселёва)

- Ida Kar (1908-1974), rusko-britská fotografka
- Anastasija Khoroshivlova (* 1978)
- Stanislava Ivanovna Klimaševskaja (?) majitelka fotografického obchodu ve městě Astrachaň, nejznámější fotografka v Astrachani na konci 19. a začátku 20. století
- Galina Kmit (1931–2019) fotožurnalistka a zasloužilá umělkyně Ruské federace, pracovala pro ruskou zpravodajskou agenturu APN / RIA Novosti
- Ljalja Kuzněcovová (* 1946) novinářská fotografka, držitelka mezinárodních ocenění a členka fotografického sdružení Tasma, fotografovala poslední cikánské tábory v SSSR (v Turkmenistánu), později Cikánská série pokračovala ve stepích Oděsy
- Irina Kuzněcovová (Ирина Михайловна Кузнецова) (* 1961)
- Olga Korsunova (Ольга Корсунова) (1951–2016)
- Olga Igorevna Kiseljova (Ольга Игоревна Киселёва) (* 1965)
- Brigita Kruminja (Бригита Круминя) (1943–2017)

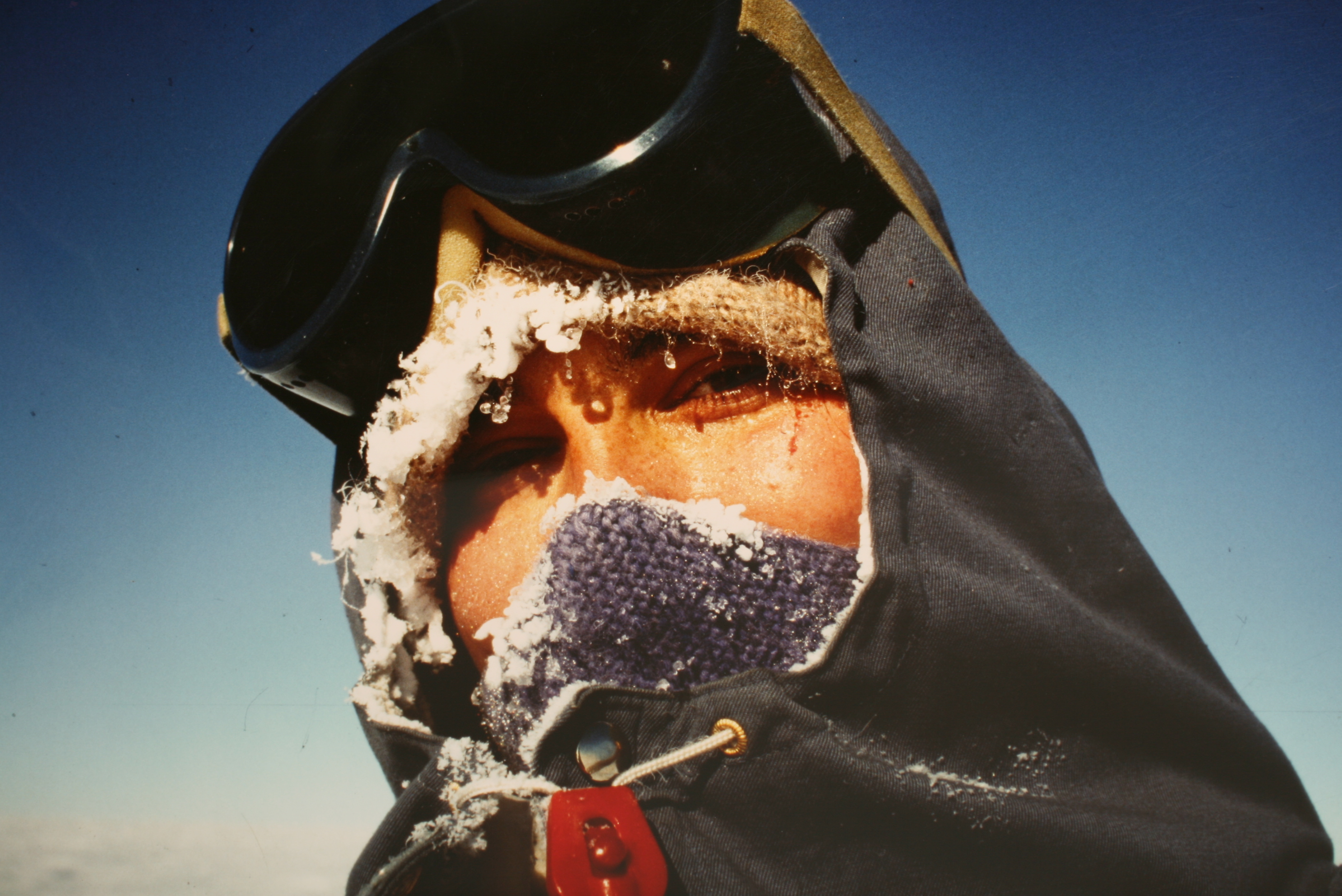
Irina Kuzněcovová (* 1961)
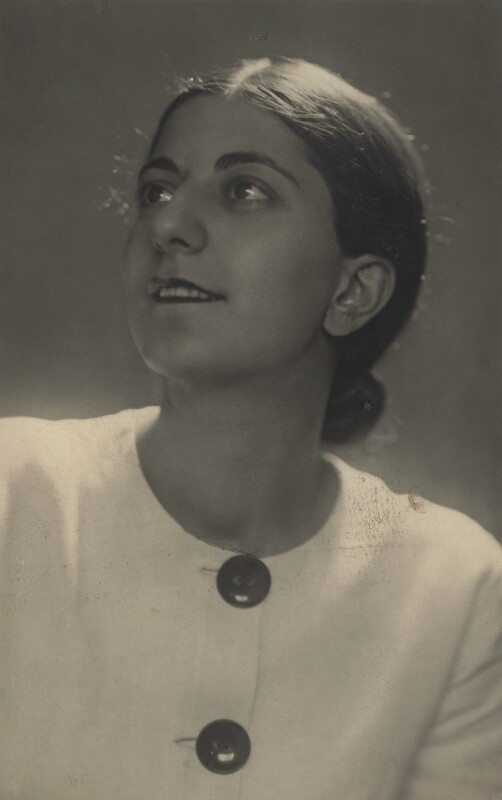
Ida Kar (1908-1974), rusko-britská fotografka

## L
- Olga Alexandrovna Lander (1909–1996) dokumentární fotografka a novinářka
- Tatjana Juljevna Liberman (Татьяна Юльевна Либерман) (?)

## M

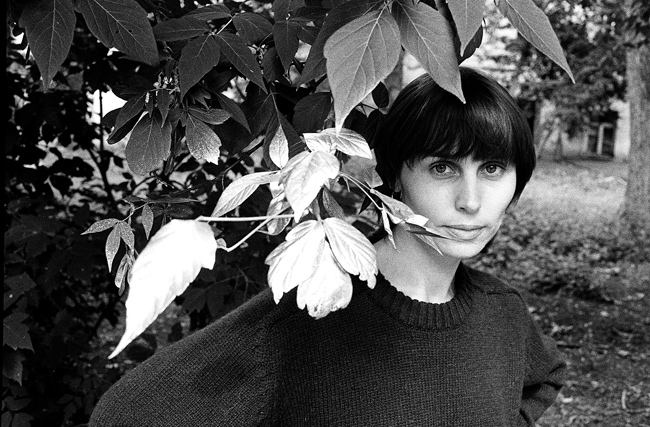
Irina Meglinskaja (* 1962), specialistka v oboru fotografie, kurátorka a pedagožka, kritička a galeristka

- Julia Alexandrovna Majorova (* 1992, Юлия Александровна Майорова)
- Diana Markosian (?)
- Jelena Lukinična Mrozovskaja (1892–1941) působila v Petrohradu, kde měla ateliér, portrétovala významné osobnosti své doby
- Irina Mironova (* 1974, Ирина Ильинична Миронова)
- Olga Matvejeva (Ольга Матвеева) (?)
- Irina Meglinskaja (* 1962, Ирина Владимировна Меглинская), specialistka v oboru fotografie, kurátorka a pedagožka, kritička a galeristka

## N
- Ida Nappelbaum (?)
- Asja Viktorovna Němčjonok (Ася Викторовна Немчёнок) (?)

## P
- Larisa Peděnčuková (1940–2023), sovětská a ruská umělecká fotografka, fotografka Velkého divadla
- Svetlana Georgijevna Požarskaja (Светлана Георгиевна Пожарская) (?)

## R
- Ottilia Reizman (1914-1986), sovětská kameramanka a filmová režisérka, frontová kameramanka druhé světové války
- Jekatěrina Robertovna Rožděstvenskaja (Екатерина Робертовна Рождественская) (* 1957), ruská fotografka a bývalá šéfredaktorka časopisu „Sedm dní“. Je profesionální překladatelka beletrie z angličtiny a francouzštiny, novinářkou a od roku 2010 také módní návrhářkou. Jako fotografka je známá především sérií prací s názvem „Soukromá sbírka“ v časopise „Karavan příběhů“, její práce jsou publikovány i v dalších časopisech vydavatelství „Sedm dní“.

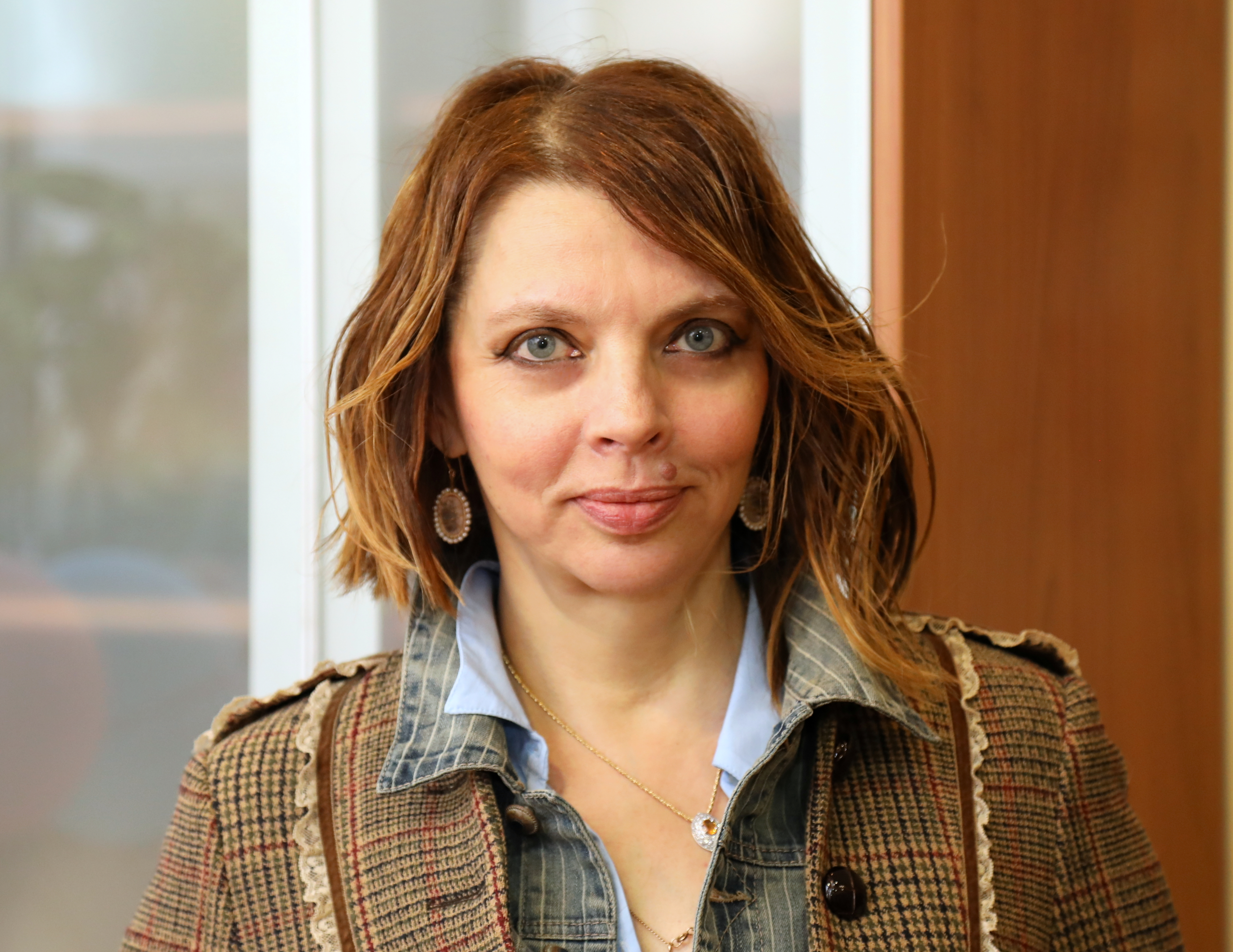
Jekatěrina Robertovna Rožděstvenskaja (* 1957), fotografka a bývalá šéfredaktorka časopisu „Sedm dní“, profesionální překladatelka beletrie z angličtiny a francouzštiny

## S

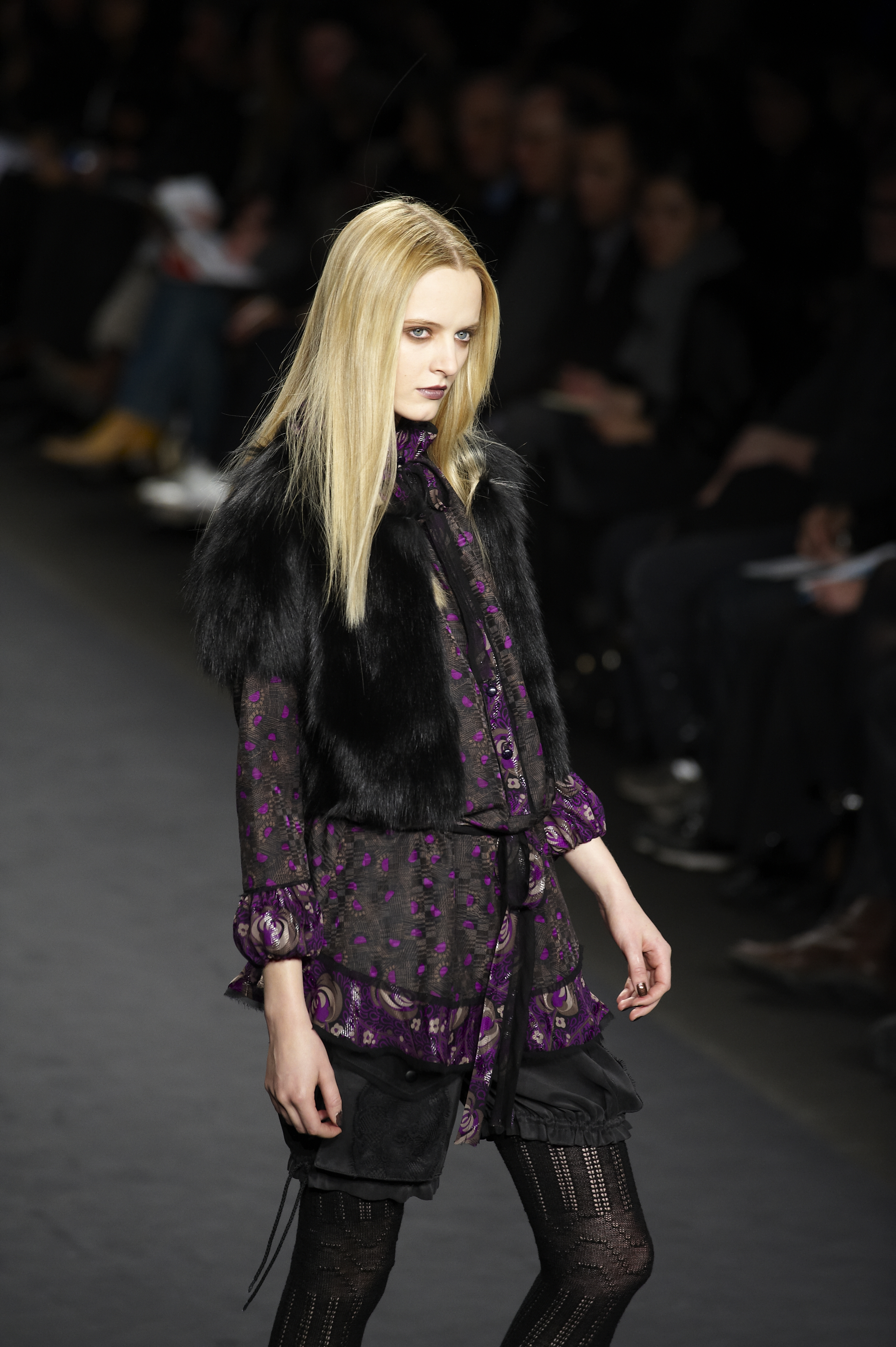
Darja Strokous (* 1990), modelka a fotografka

- Galina Saňková (1904–1981), sovětská novinářská fotografka aktivní během druhé světové války
- Musya S. Sheeler (?)
- Helga Stentzel (?)
- Varvara Stepanova (?)
- Darja Strokous (* 1990), modelka a fotografka
- Polina Rašitovna Sibagatullina (Полина Рашитовна Сибагатуллина) (?)
- Jekatěrina Nikolajevna Solovjova (Екатерина Николаевна Соловьёва) (?)

## Š
- Jelena Šejdlina (Елена Шейдлина) (?)

## T
- Natalia Turine (?)
- Alexandra Alexandrovna Turgan (Александра Александровна Турган) (?)

## V
- Jekatěrina Viktorovna Vasiljeva (* 1972), historička umění, specialistka na dějiny a teorii fotografie, módy, designu a současného umění
- Dina Volkac (1920–1990)